# Sherpur Sadar
Sherpur Sadar (en bengali : শেরপুর সদর) est une upazila du Bangladesh dans le district de Sherpur. En 2011, on y dénombrait 497 179 habitants.